# 19e régiment de dragons
Pour les articles homonymes, voir 19e régiment.
Le 19e régiment de dragons (ou 19e RD), est une unité de cavalerie de l'Armée française, formé sous la Révolution à partir de la cavalerie des volontaires d'Angers et des 1er escadrons des légions du Nord et des Francs. Elle est actuellement dissoute.

## Création et différentes dénominations
- 24 février 1793 : formation du 19e régiment de dragons
- 1815 : dissolution
- 1871 : nouvelle formation à partir du 8e régiment de lanciers
- 1940 : dissolution
- 1944 : nouvelle formation
- 1946 : dissolution
- 1979 : nouvelle formation
- 1994 : dissolution

## Chefs de corps
- 1793 : Boisard[1]
- 1798 : Poitou[1]
- 1799 : Pierre Geraud[1]
- 1801 : Auguste Jean-Gabriel de Caulaincourt[1]
- 1806 : Jean Marie Noël Delisle de Falcon de Saint-Geniès[1]
- 1811 : Mermet[1]
- 1871 : Maurice du Val comte de Dampierre[1]
- 1873 : baron de Gail[1]
- 1875 : Macors de Gaucourt[1]
- 1878 : Camille Vallée[1]
- 1878 : Dupré[1]
- 1878 : Alleaume[1]
- 1879 : Rey[1]
- 1879 : baron de Cointet[1]
- 1885 : Léon Descharmes[1]
- 1891 : Jules de Campou[1]
- 1895 : Jacques Marie Armand de Mas-Latrie[1]
- 1902 :
- 1907 : de Sailly
- 1912 : Sauzey
- 1915 : Bizard
- 27 mars 1917 - 31 mai 1917 : François Léon Jouinot-Gambetta
- 1940 : Meyer
- septembre 1944 : Adol
- novembre 1944 : d'Ornant

## Étendard
Il porte, cousues en lettres d'or dans ses plis, les inscriptions suivantes :
- Ulm 1805
- Austerlitz 1805
- Friedland 1807
- Dresde 1813
- La Marne 1914
- Noyon 1918

## Historique des garnisons, combats et batailles

### Guerres de la Révolution et de l’Empire
- 1793-94 :
  - Vendée
- 1794-97 :

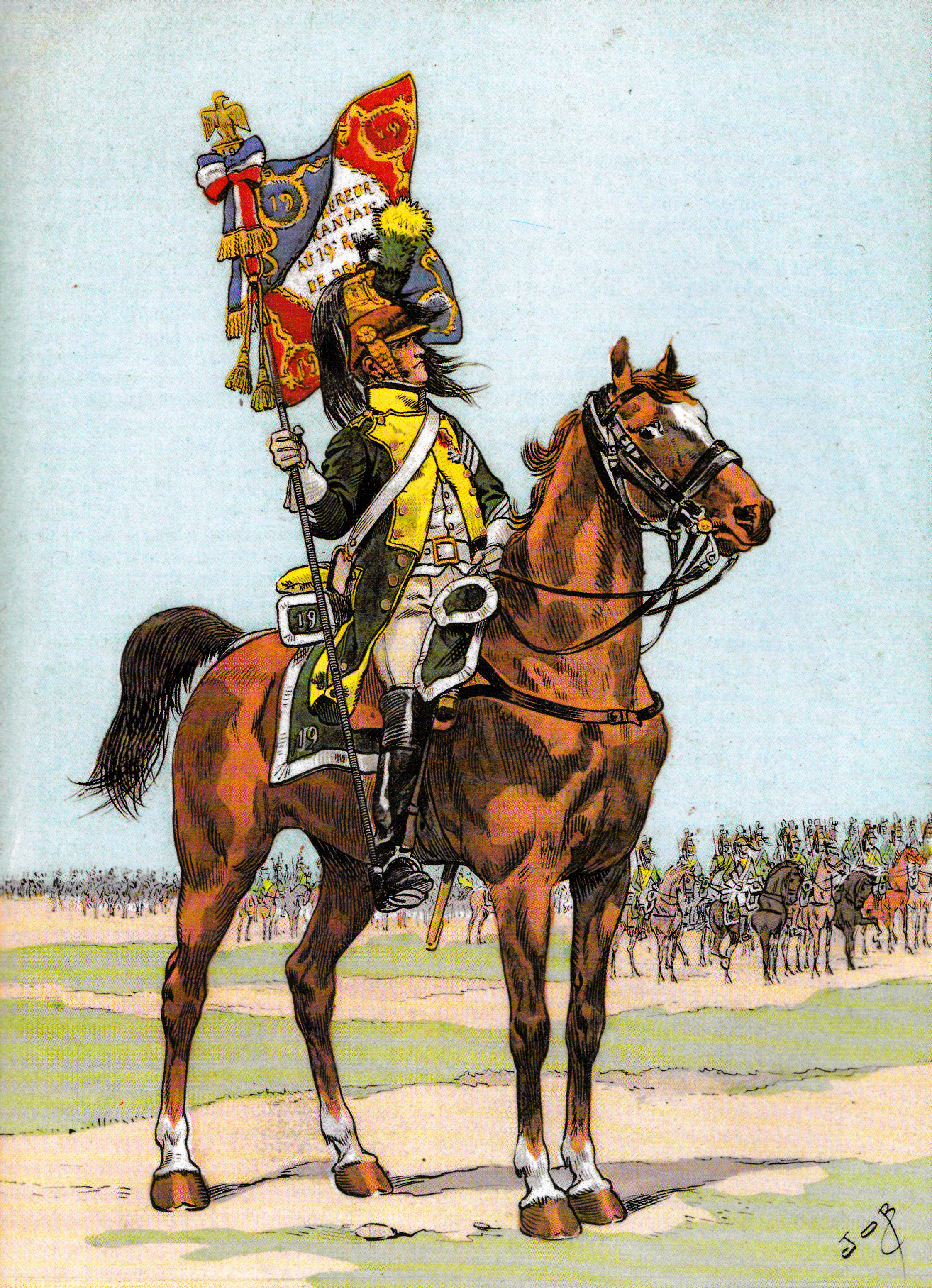
Maréchal des logis-chef porte-aigle du de dragons, 1805, par Job.

  - Armées de la Moselle, du Rhin et Moselle et d'Allemagne
- 1798-99 :
  - Armée d'Italie
- 1800-01 :
  - Armées d'Italie et des Grisons
- 1801-03 :
  - Saint-Domingue
- 1802 :
  - Armée de Hanovre
- 1805 : Campagne d'Autriche
  - Bataille d'Elchingen
  - 2 décembre : Bataille d'Austerlitz
- 1806 : Campagne de Prusse et de Pologne
  - 14 octobre : Bataille d'Iéna
- 1807 :
  - 8 février : Bataille d'Eylau
- 1808-13 :
  - Espagne et Portugal
    - Prise de Chaves
- 1812 :
  - Campagne de Russie
- 1813 : Campagne d'Allemagne
  - 16-19 octobre : Bataille de Leipzig
- 1814:
  - Campagne de France (1814)
- 1815 : Armée du Rhin

### De 1871 à 1914
Le régiment est recréé en 1871 à partir du 8e régiment de lanciers.
1885: garnison à Saint-Étienne

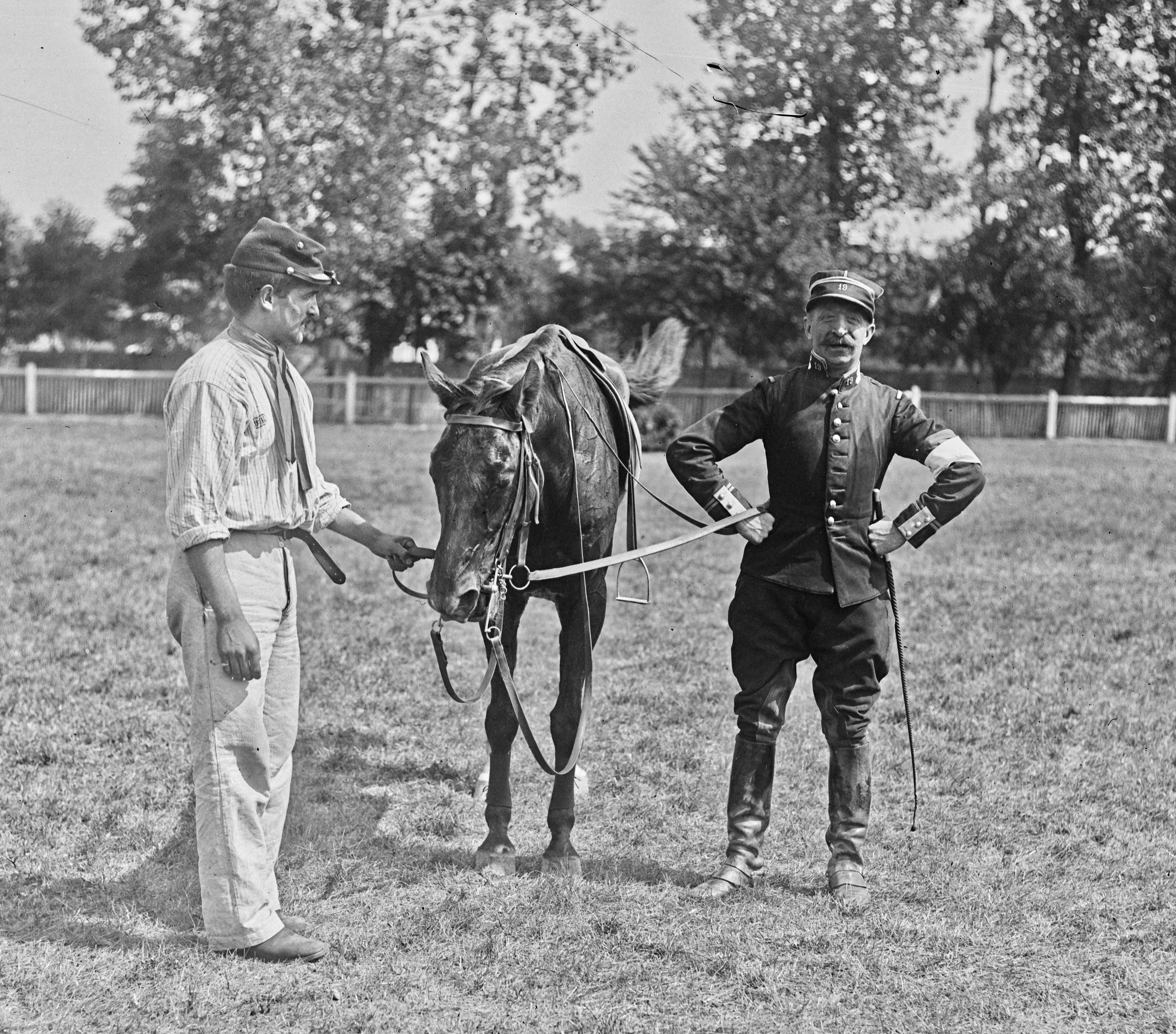
Un lieutenant du régiment et son cheval, vainqueurs du raid hippique Lyon - Vichy en juillet 1904.

Il quitte début 1914 Carcassonne pour Castres. Il est rattaché à la 15e brigade de dragons (19e dragons, 1er hussards et 10e dragons).

### Première Guerre mondiale
Mobilisé en 1914 à Castres, il est premier régiment à quitter la ville le 3 août, avec la 15e brigade de dragons de la 10e division de cavalerie.

### Entre-deux-guerres
En 1923, le régiment quitte Castres pour Alençon. Le 29 juin 1930, le 19e régiment de dragons rejoint sa nouvelle garnison à Dinan.

### Seconde Guerre mondiale

#### Drôle de guerre
Au début de la guerre, le 19e régiment de dragons, toujours à cheval, constitue avec le 1er régiment de chasseurs à cheval la  2e brigade de cavalerie (2e BC) de la 1re division de cavalerie.
En février 1940, la 2e BC est rattachée à la nouvelle 1re division légère de cavalerie (1re DLC). Cette division doit participer à la manœuvre retardatrice en Ardenne, en avant de la 9e armée, dont elle dépend dans le cadre du plan Dyle en occupant d'abord la Meuse avec ses gros entre le Houx et Hastière, puis en poussant au-delà du fleuve, pour couvrir l'avance de l'armée. En attendant l'éventuelle manœuvre, la 2e BC stationne dans la région de Fumay.

#### Bataille de France
Au déclenchement de la bataille de France, la 1re DLC entre en Ardenne belge le 10 mai mais, chassée par les Panzer allemands, repasse la Meuse le 14. Elle est disloquée le 19 mai entre Caudry et Le Catelet.
Le régiment est transformé début juin 1940 en régiment de chars lorsque la 1re division légère de cavalerie est transformée en 4e division légère mécanique. Le régiment reçoit un état-major de groupe et deux escadrons : un escadron de 10 chars Hotchkiss H35 et un autre de 10 chars Somua S35. Sa formation n'est pas achevée et il est renommé groupe d'escadrons de La Roche, du non de son commandant.

#### Reformation en 1944
La 19e division d'infanterie est formée à l'automne 1944 à partir de combattants des forces françaises de l'intérieur en Bretagne. Le 19e dragons est son unité de cavalerie, aux côtés de trois régiments d'infanterie (le 41e RI, le 71e RI et le 118e RI) et un peu d’artillerie et de génie. 
Le régiment, dont la date de formation officielle est le 20 novembre 1944, est organisé à Pontivy avec 18 chars français Renault R35 récupérés sur les forces allemandes. Après une très brève période d'instruction, il participe aux opérations sur le front de l'Atlantique sur la poche de Lorient.
Après la capitulation sans combats de la poche de Lorient, le régiment rejoint mi-mai la région de Loches. En novembre 1945, le régiment part occuper le sud du Wurtemberg avec la 19e DI. Le régiment y est dissous le 19 février 1946.

### De 1945 à nos jours
Il recréé en 1979 à Vannes comme régiment de réserve du régiment d'infanterie chars de marine, sous la forme de régiment de reconnaissance blindée. Destiné à défendre la Bretagne, il est dissous en 1994.

## Traditions et uniformes

### Insigne
L'insigne a été créé en 1937. Il se compose au centre d'une aigle bicéphale, surmonté d'une moucheture d'hermine. L'aigle est tirée des armes de Bertrand du Guesclin et, comme la moucheture d'hermine, fait référence à la garnison du régiment, la ville de Dinan.
La bordure verte rappelle la tenue des dragons du régiment jusqu'en 1815.

### Devise
« Un intrépide régiment ».

## Personnages célèbres ayant servi au19erégimentde dragons
- Jean Marie Noël Delisle de Falcon de Saint-Geniès (1776-1836), dont le nom est gravé sous l'Arc de Triomphe
- Georges-Paul Borrel (1886-1944), administrateur des colonies françaises et homme de lettres